# Arabiastranden
Arabiastranden (finska: Arabianranta) är en stadsdel i Helsingfors som tidigare hörde till stadsdelen Majstad i Gammelstadens distrikt. Stadsplaneringsnämnden beslöt i mars 2006 att stadsdelen Majstad skulle delas i två delar: Majstad och Arabiastranden. 
Arabiastranden sträcker sig från mynningen av Vanda å söderut längs med Gammelstadsfjärden. Tidigare var området ett gammalt industriområde med bland annat Arabias porslinsfabrik som gett området dess namn. Porslinsfabriken grundades som en filial till Rörstrand år 1874. På 1930-talet var fabriken Europas största porslinsfabrik med över 1 500 arbetare. I dag hör fabriken till Iittala. 
Arabiastranden började byggas om till ett modernt stads-, campus- och bostadsområde år 2000, vilket huvudsakligen färdigställdes år 2015. I utbyggnadsprojektet som startade år 2000 planerades för cirka 3 500 bostäder och 7 500 invånare, samt omkring 5 000 arbetsplatser. Utbyggnadsprojektet skedde etappvis och de första nya husen stod klara redan år 2001.
I Arabiastranden finns bland annat Arabia köpcentrum, Konstindustriella högskolan, det finlandssvenska campuset med yrkeshögskolan Arcada, yrkesinstitutet Prakticum och Pop & Jazz Konservatoriet.

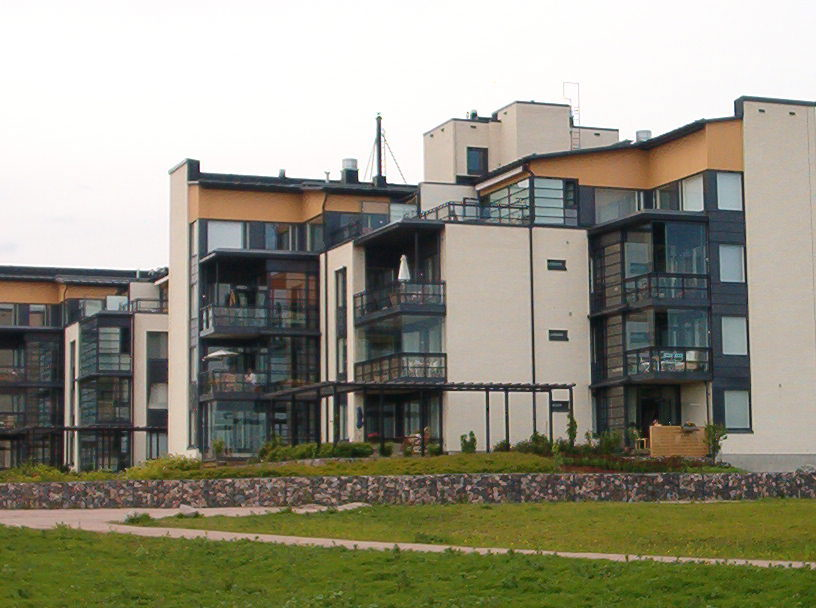
Nya byggnader vid havet

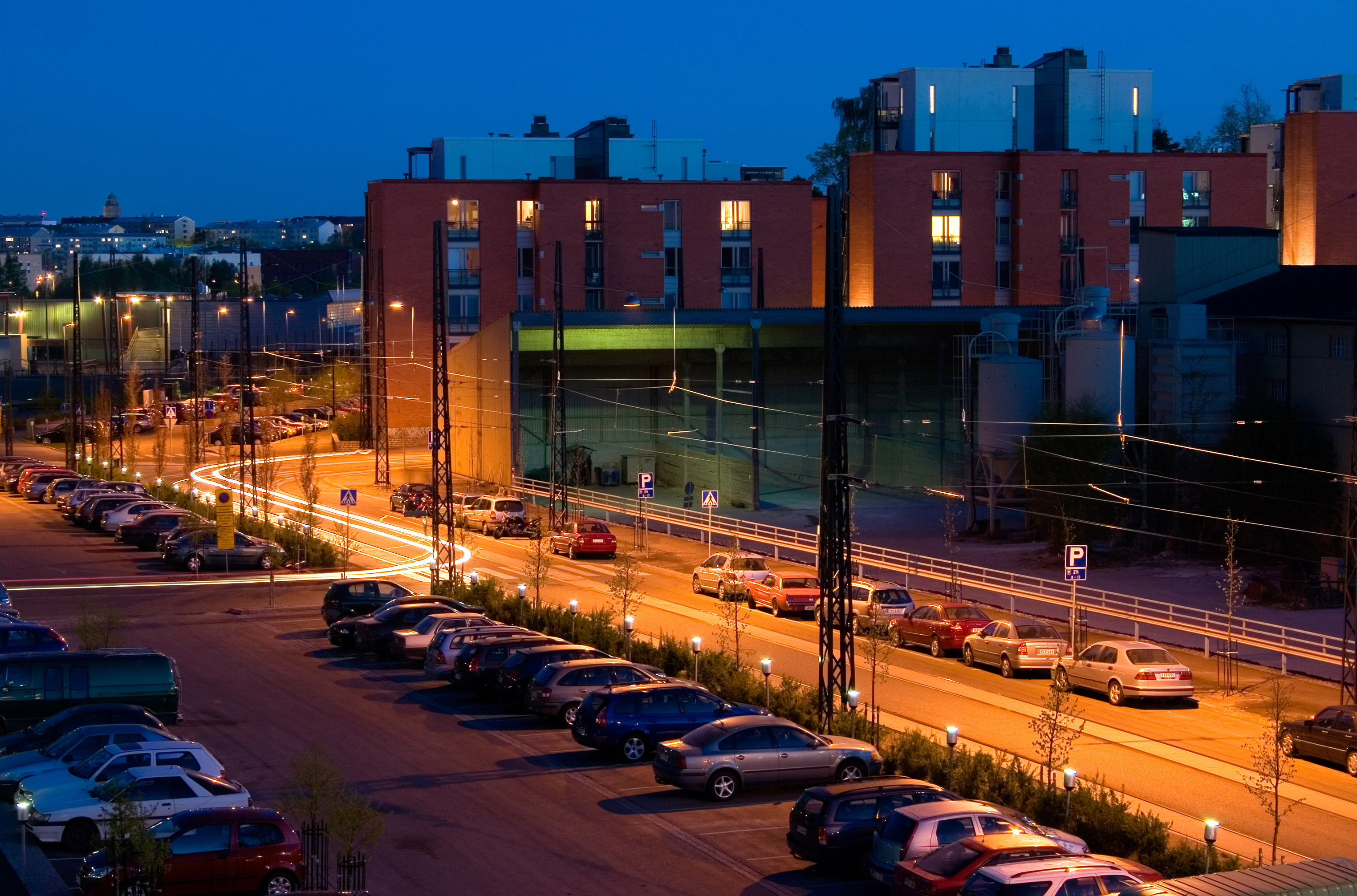
Arabiastranden på natten